# Canada's Wonderland
Canada's Wonderland is het grootste attractiepark van Canada, en is gelegen in Vaughan, zo'n 30 kilometer ten noorden van Toronto. Het park is een van de twee Canadese pretparken die eigendom zijn van Six Flags (FUN), net zoals La Ronde.
Canada´s Wonderland was tussen 1994 en 2006 eigendom van Paramount Pictures en heette in deze periode ook Paramount Canada's Wonderland. Toen het park werd overgenomen door de Cedar Fair-parkengroep, werd de naam teruggedraaid naar de oorspronkelijke.
Het park heeft een oppervlakte van ongeveer 1,3 km², waarop zich acht verschillende themagebieden bevinden. Ook vindt men er een groot waterpark met een oppervlakte van 80.000 m², genaamd Splash Works. De toegang van dit waterpark zit inbegrepen bij het ticket voor het attractiepark.

## Achtbanen
Canada's Wonderland is het attractiepark met  de op twee na meeste achtbanen ter wereld. Alle houten achtbanen werden geopend samen met het park zelf, en er waren ook twee stalen achtbanen aanwezig bij de opening van het attractiepark.
| Naam                       | Type                                 | Bouwer                         | Opening-Sluiting | Foto |
| -------------------------- | ------------------------------------ | ------------------------------ | ---------------- | ---- |
| AlpenFury                  | Lanceerachtbaan                      | Premier Rides                  | 2025             |      |
| Back Lot Stunt Coaster     | Stalen lanceerachtbaan               | Premier Rides                  | 2005             |      |
| The Bat                    | Shuttle-achtbaan                     | Vekoma                         | 1987             |      |
| Behemoth                   | Hypercoaster                         | Bolliger & Mabillard           | 2008             |      |
| Dragon Fyre                | Stalen achtbaan                      | Arrow Dynamics                 | 1981             |      |
| Flight Deck                | Omgekeerde achtbaan                  | Vekoma                         | 1995             |      |
| The Fly                    | Wildemuis-achtbaan                   | MACK Rides                     | 1999             |      |
| Ghoster Coaster            | Houten achtbaan                      | Philadelphia Toboggan Coasters | 1981             |      |
| Leviathan                  | Hyper Coaster                        | Bolliger & Mabillard           | 2012             |      |
| Mighty Canadian Minebuster | Houten achtbaan                      | Philadelphia Toboggan Coasters | 1981             |      |
| Silver Streak              | Omgekeerde achtbaan                  | Vekoma                         | 2001             |      |
| SkyRider                   | Staande achtbaan                     | TOGO                           | 1985- 2014       |      |
| Snoopy's Racing Railway    | Lanceerachtbaantje                   | ART Engineering                | 2023             |      |
| Taxi Jam                   | Stalen achtbaan                      | E&F Miler Industries           | 1998             |      |
| Thunder Run                | Aangedreven achtbaan stalen achtbaan | MACK Rides                     | 1981             |      |
| Time Warp                  | Vliegende achtbaan                   | Zamperla                       | 2004- 2024       |      |
| Vortex                     | Hangende achtbaan                    | Arrow Dynamics                 | 1991             |      |
| Wilde Beast                | Houten achtbaan                      | Philadelphia Toboggan Coasters | 1981             |      |
| Wonder Mountain's Guardian | Interactieve darkride-achtbaan       | ART Engineering GmbH           | 2014             |      |
| Yukon Striker              | duikachtbaan                         | B&M                            | 2019             |      |